# Melchior Zobel von Giebelstadt

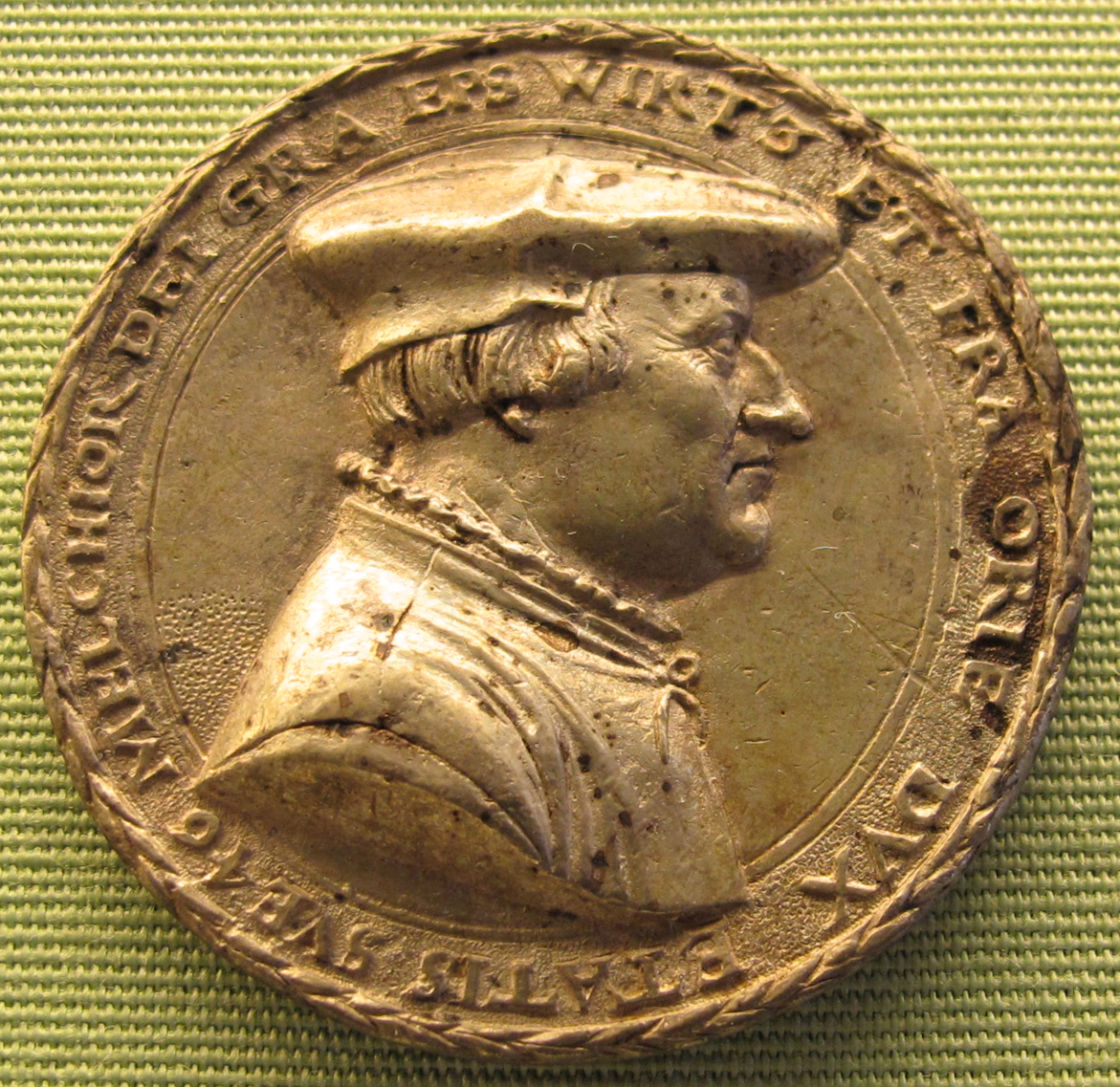
Melchior Zobel von Giebelstadt medaille (Joachim Deschler, 1551)

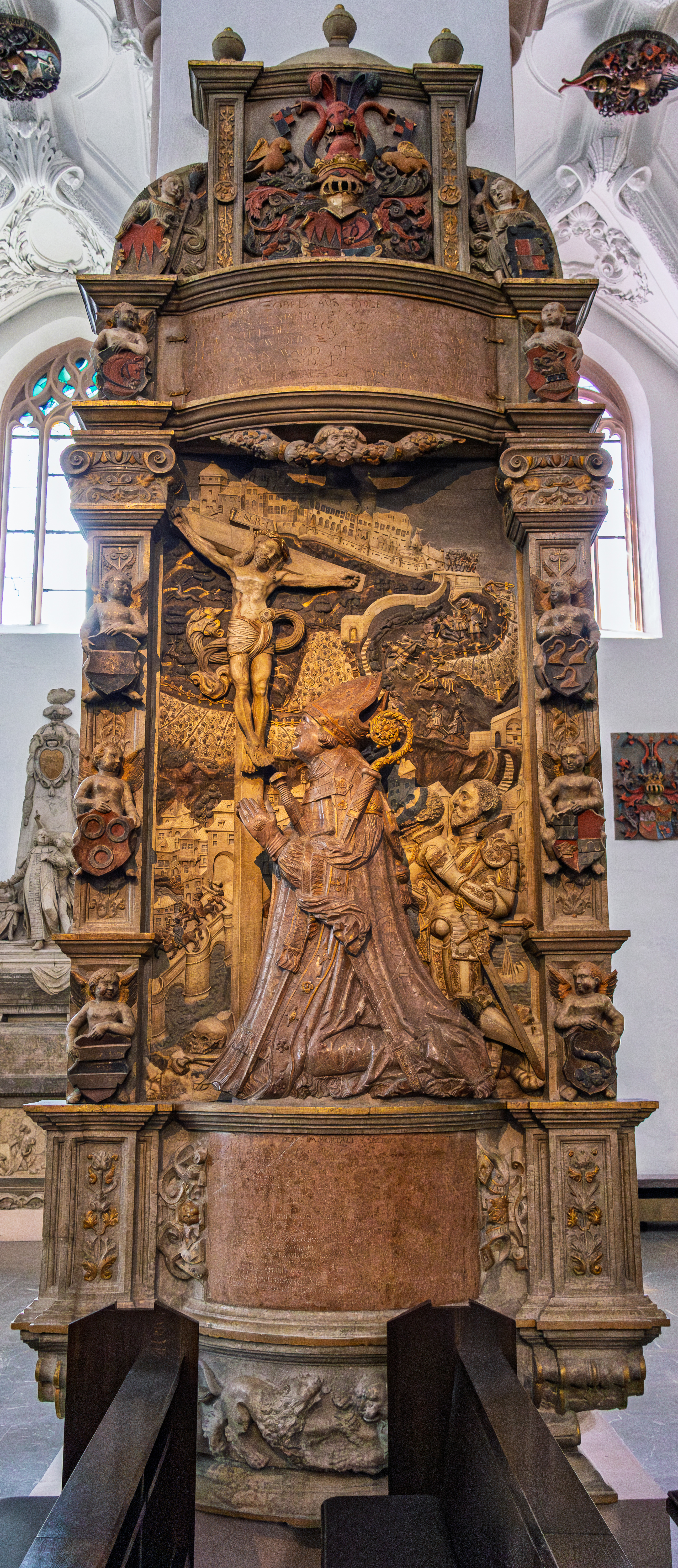
Grabmal Melchior Zobels im Langhaus des Würzburger Doms

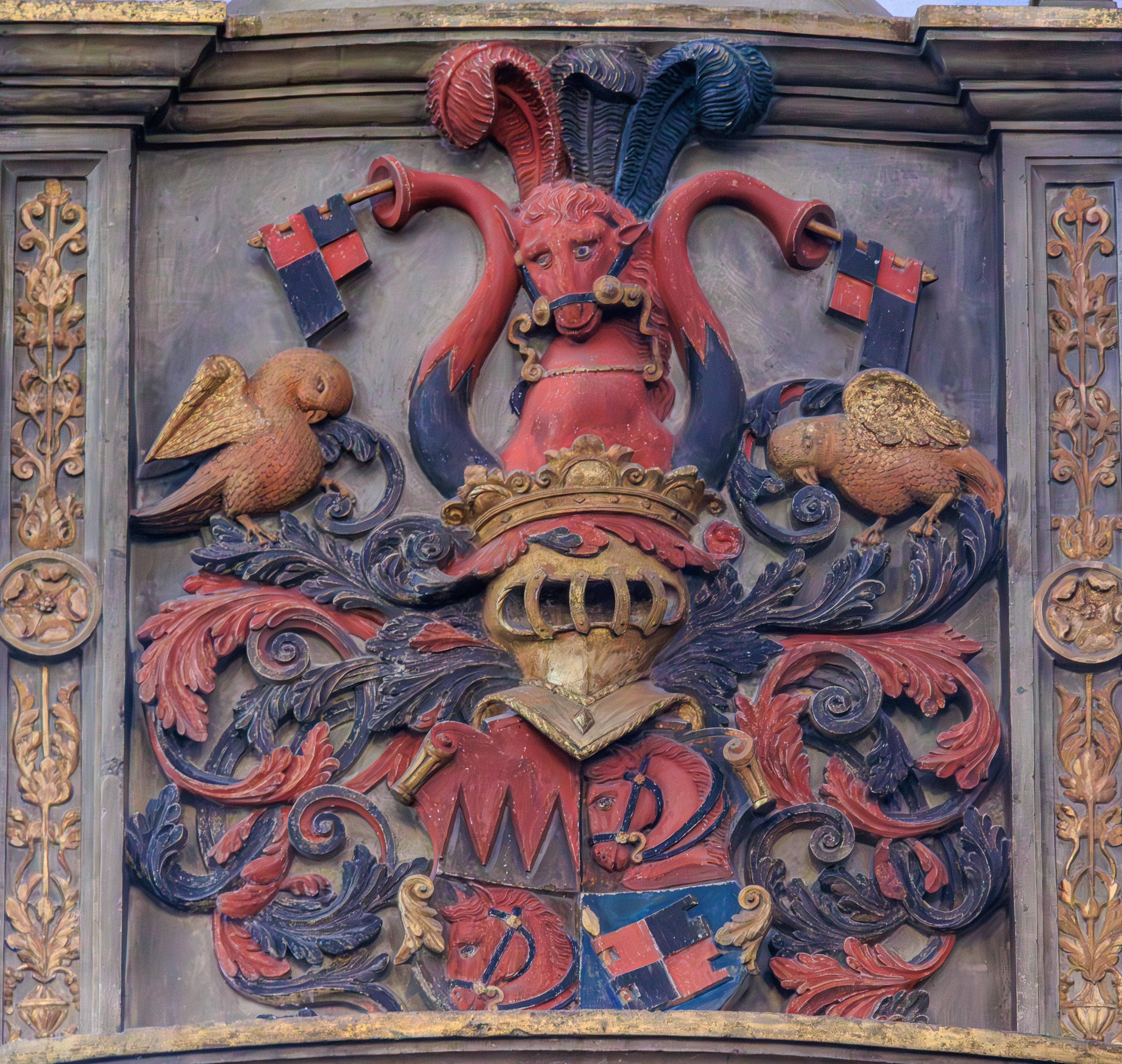
Wappen des Fürstbischofs auf seinem Grabmal im Würzburger Dom.

Melchior Zobel von Giebelstadt (* 18. September 1505 in Giebelstadt; † 15. April 1558 in Würzburg) war von 1544 bis zu seiner Ermordung 1558 Fürstbischof von Würzburg.

## Abstammung und erste Jahre
Melchior Zobel von Giebelstadt stammte aus der fränkischen reichsfreien Adelsfamilie der Zobel zu Giebelstadt (siehe auch Liste fränkischer Rittergeschlechter). Der Bezugsort Giebelstadt für diesen freiherrlichen Zweig der Familie ist heute ein Markt im unterfränkischen Landkreis Würzburg. Eine weitere wichtige Figur dieser Familie war Johann Georg I. Zobel von Giebelstadt. Es lagen nur 20 Jahre zwischen der Regentschaft von Melchior in Würzburg und Johann Georg als Fürstbischof von Bamberg (1577–1580). Aus der Familie stammten auch noch weitere kirchliche Würdenträger, z. B. der Würzburger Domherr Philipp Franz Johann Adolf Christoph Friedrich Zobel von Giebelstadt oder Ferdinand Zobel von Giebelstadt (siehe Kloster Holzkirchen).
Sein Vater war Georg Zobel und die Mutter Dorothea Rüdt von Collenberg. Zudem waren seine Brüder Christoph († 1539) und Georg bekannt. Wie bei vielen einflussreichen Familien der damaligen Zeit üblich, wurde er als später geborener Sohn zum geistlichen Amt bestimmt. So wurde er am 27. Januar 1521 Domizellar in Würzburg und begann im Sommersemester 1521 an der Universität Wittenberg ein Studium. Dabei könnte er die sich entwickelnde Wittenberger Bewegung kennengelernt haben, verharrte jedoch zunächst in der Scholastik der damaligen Zeit. So führte er im Wintersemester 1521 seine Studien an der Universität Leipzig fort, wurde 1522 Domherr in Würzburg, gehörte 1525 zu den Verteidigern der Festung Marienberg, wurde am 6. März 1540 zum Dekan am Würzburger Dom gewählt und empfing am 16. April dazu die nötige Priesterweihe.
Bei der Wahl am 1. Juli 1540 strebte er vergeblich nach dem Bischofsamt, war 1541 nachweisbar Generalvikar, Richter beim Kellergericht des Domkapitels und wollte 1543 wegen der Zustände im Domkapitel auf sein Dekanat am Würzburger Dom verzichten. Jedoch wurde er am 19. August 1544 vom Würzburger Domkapitel zum Bischof von Würzburg gewählt. Daher informierte er am 22. August Kaiser Karl V. über die Wahl, ließ sich durch eine Abordnung des Domstifts am 27. Oktober desselben Jahres die päpstliche Bestätigung im Amt erteilen und wurde am 23. August 1545 in sein Amt eingeführt. Als eine seiner ersten Amtshandlungen revidierte er die Schenkung seines Vorgängers von 10000 fl. an Wilhelm von Grumbach, der 1545 vom Marschallamt zurücktrat.

## Aktivitäten in seiner Amtszeit
Zu seinem Beraterstab zählte der bereits unter seinen Vorgängern altgediente Lorenz Fries.

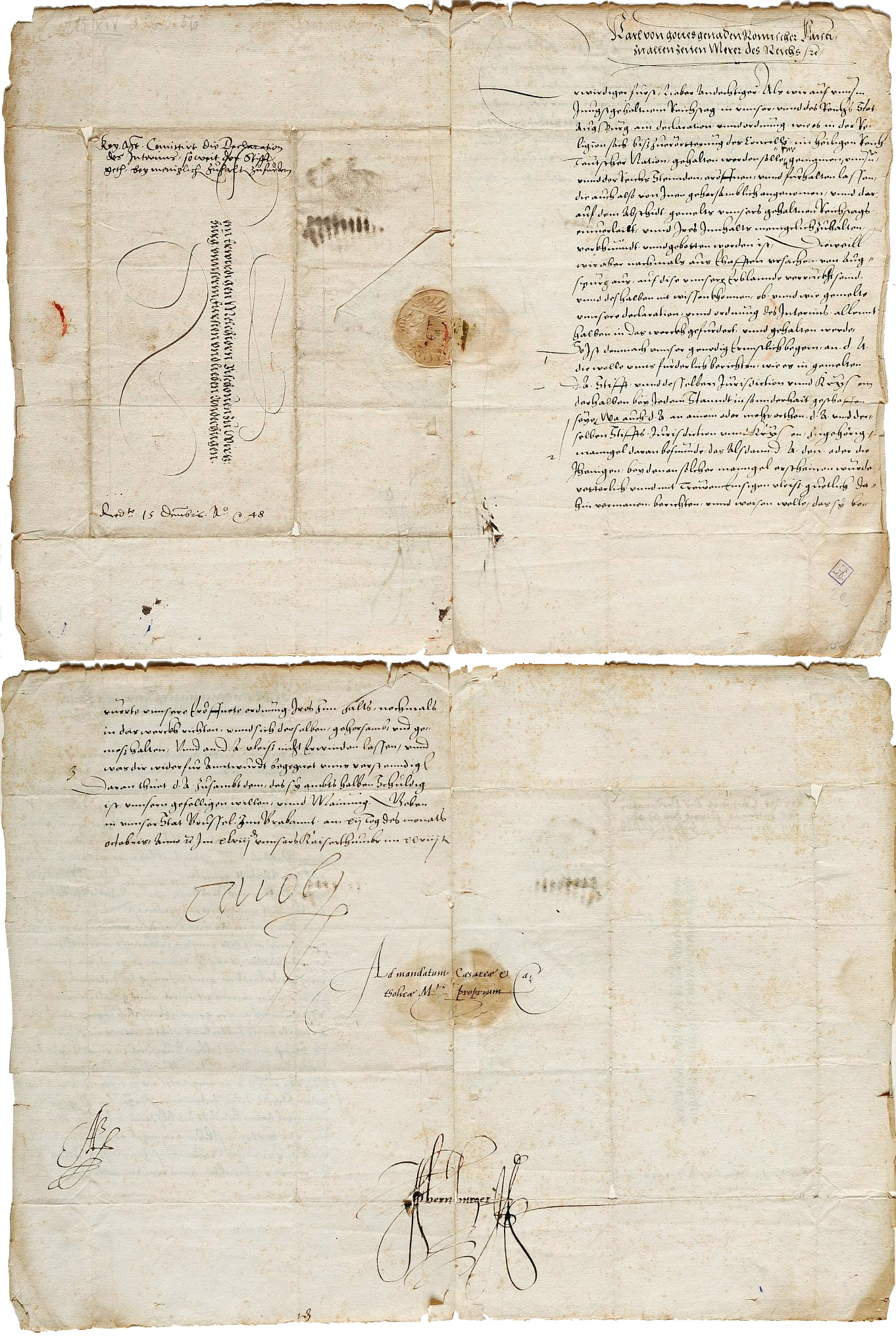
Brief Karls V. an Melchior Zobel von Giebelstadt, mit Anordnungen zur Befolgung des Interims durch dessen Stände

Auf dem Augsburger Reichstag 1547/48 gehörte er zunächst zu den erklärten Kritikern des Augsburger Interims, was ihm und sechs weiteren geistlichen Fürsten und Prälaten bei einer Audienz am 9. April 1548 eine scharfe, persönliche Rüge von Kaiser Karl V. einbrachte. Bereits am 15. April, lange vor der Mehrheit der katholischen Reichsstände, die erst einlenkten, als Karl V. ankündigte, das Interim nur für die protestantischen Reichsstände verbindlich zu machen, erklärten die so abgemahnten Kleriker dem Kaiser ihre Unterwerfung. Trotz der nur eingeschränkten Geltung des am 30. Juni 1548 als Reichsgesetz verkündeten Interims, das alle katholischen Reichsstände von der Geltung ausnahm, wurde der Würzburger Bischof gleichwohl im Juli und dann nochmals im Oktober 1548 vom Kaiser in unmissverständlichen Worten aufgefordert, für die Befolgung des Interims bei allen Ständen unter seiner Jurisdiktion zu sorgen, was allerdings, wie fast überall im Reich, in der Praxis nur wenig bewirkte.
Eine erstmals 1502 in Würzburg von Lorenz von Bibra erlassene, Apotheker und Ärzte betreffende Medizinalordnung wurde unter Melchior und unter Beibehaltung der darin enthaltenen Grundpositionen 1549 fortgeschrieben.
Mit Friedrich Bernbeck (1511–1570), Bürgermeister und Gestalter der Reformation in Kitzingen, hatte der Bischof heftige Auseinandersetzungen. Melchior Zobel von Giebelstadt versuchte 1556, ein erstes Jesuiten-Kolleg in sein Bistum zu holen, doch konnte der Orden noch nicht ausreichend Personal dafür stellen.

## Opfer einer Fehde
Kurz vor seinem Tod hatte Zobels Vorgänger als Fürstbischof, Konrad III. von Bibra, ohne die Zustimmung des Domkapitels einzuholen, ein persönliches Geschenk in Höhe von 10.000 Goldgulden an seinen Vertrauten Wilhelm von Grumbach übergeben. Nach Konrads Tod verlangte Zobel von Grumbach die Beseitigung von Grenzsteinen im Gramschatzer Wald, die dieser unrechtmäßig und zu seinem Nutzen hatte aufstellen lassen, um sich wieder seinen angeblichen Besitz einzuverleiben. Grumbach forderte vom Bischof zudem noch 8000 Gulden, die Konrad Grumbachs Ehefrau in seinem Testament vermacht hatte. Im Gegenzug versuchte Zobel, das Geld und weitere 10.000 Gulden (einwilligungslose Schenkung des Konrads an Philipp von Grumbach) von Grumbach zurückzufordern. Grumbach zahlte zunächst 3000 Gulden, aber die harmonischen Beziehungen zwischen Herr und Vasall waren zerstört, weshalb Grumbach Würzburg verließ.
Nach gerichtlichen Auseinandersetzungen vor dem Reichshofrat kam es zur Eskalation, als Albrecht Alcibiades von Brandenburg-Kulmbach im Juli 1553 nach seiner Niederlage in der Schlacht bei Sievershausen, mit der Reichsacht belegt, nach Frankreich flüchtete. Zobel nutzte diesen Vorteil, um Grumbachs Ländereien zu beschlagnahmen. Um seine Position zu stärken und die Rückgabe seiner Besitztümer durchzusetzen, versuchte Wilhelm von Grumbach sich Melchior Zobels von Giebelstadt zu bemächtigen. Dreimal zog der Ritter samt seinem engsten Vertrauten, seinem Diener und Amtsverweser von Stadtschwarzach, Christoph Kretzer, gegen den Bischof, zweimal vergeblich, beim dritten Attentat im April 1558 wurde Zobel auf dem Weg von der Stadt zum Frauenberg samt seinen Hofherren Fuchs von Winfurt und Carl von Wenkheim getötet. Die Mörder entkamen. Grumbach beteuerte seine Unschuld, doch niemand glaubte ihm, und er floh wie der ebenfalls in die Fehde verstrickte Albrecht Alcibiades nach Frankreich. Friedrich von Wirsberg, als neu ernannter Bischof von Würzburg, nahm sich mit großer Energie der Verfolgung der Täter an. Kretzer wurde an der französischen Grenze gefangen, er erhängte sich aber, ehe ihm der Prozess gemacht werden konnte. Grumbach selbst wurde erst viel später und nach zahllosen weiteren Übeltaten (siehe Grumbachsche Händel) der Prozess gemacht; er wurde im April 1567 auf dem Marktplatz in Gotha gevierteilt.
Melchior Zobel erhielt im Würzburger Kiliansdom sein, wahrscheinlich von Peter Dell d. J. geschaffenes, Grabmal.

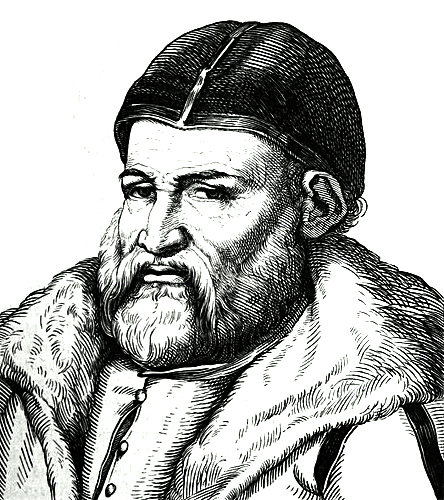
Nicht zeitgenössisches Porträt Wilhelm von Grumbachs (19. Jahrhundert)
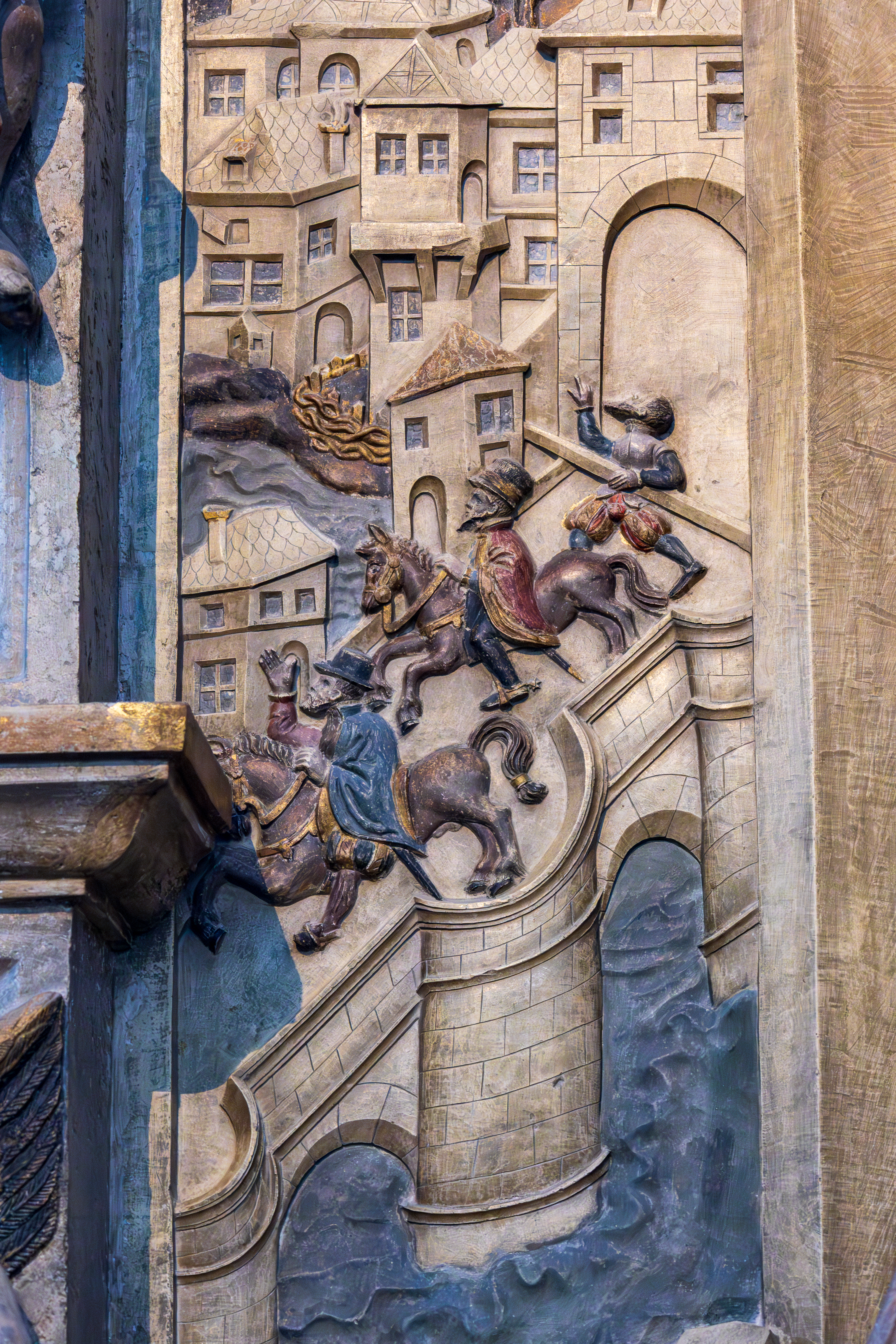
Darstellung der alten Mainbrücke bei der Ermordung Zobels von Giebelstadt.
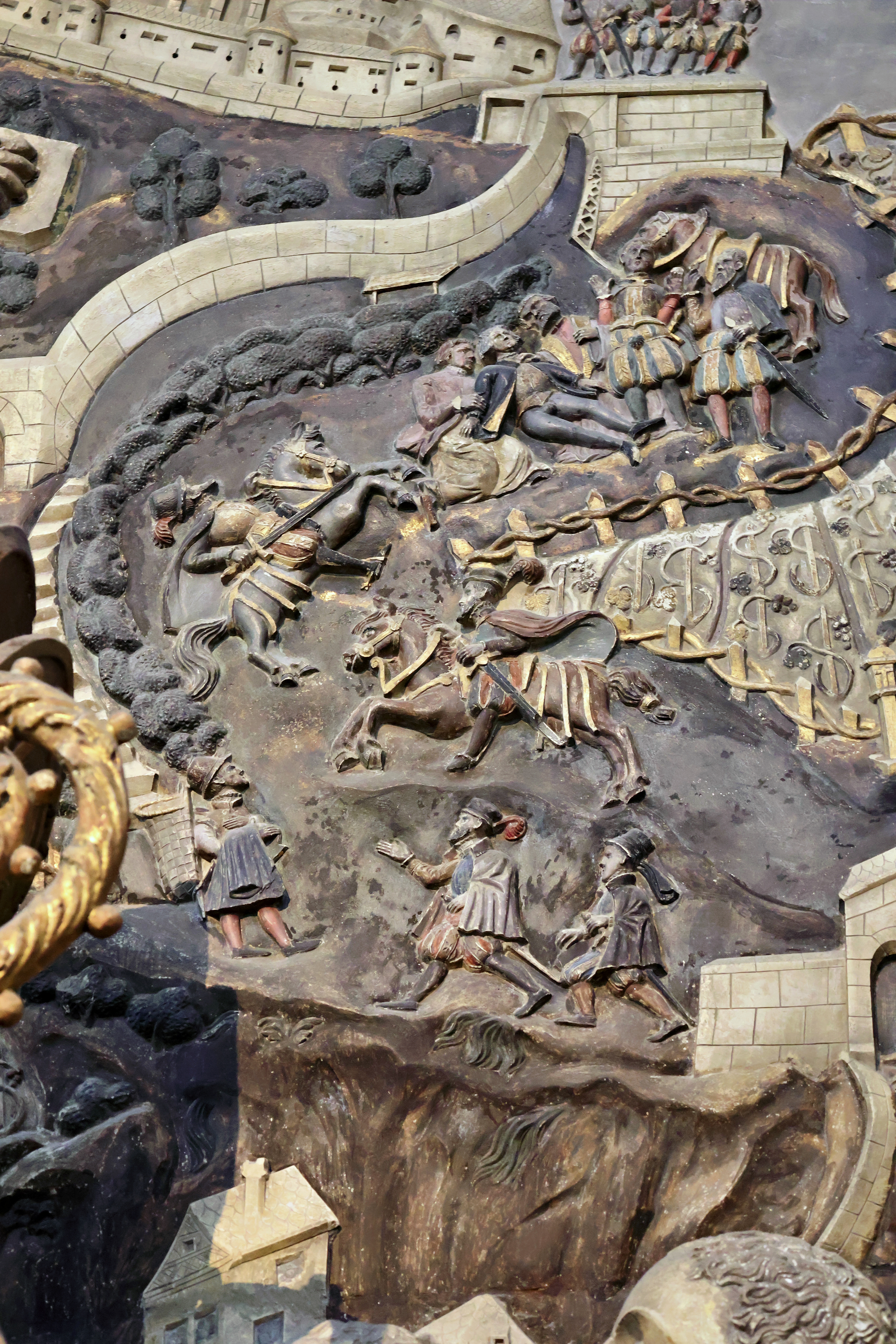
Der schwer verletzte Bischof versucht die sichere Festung zu erreichen.
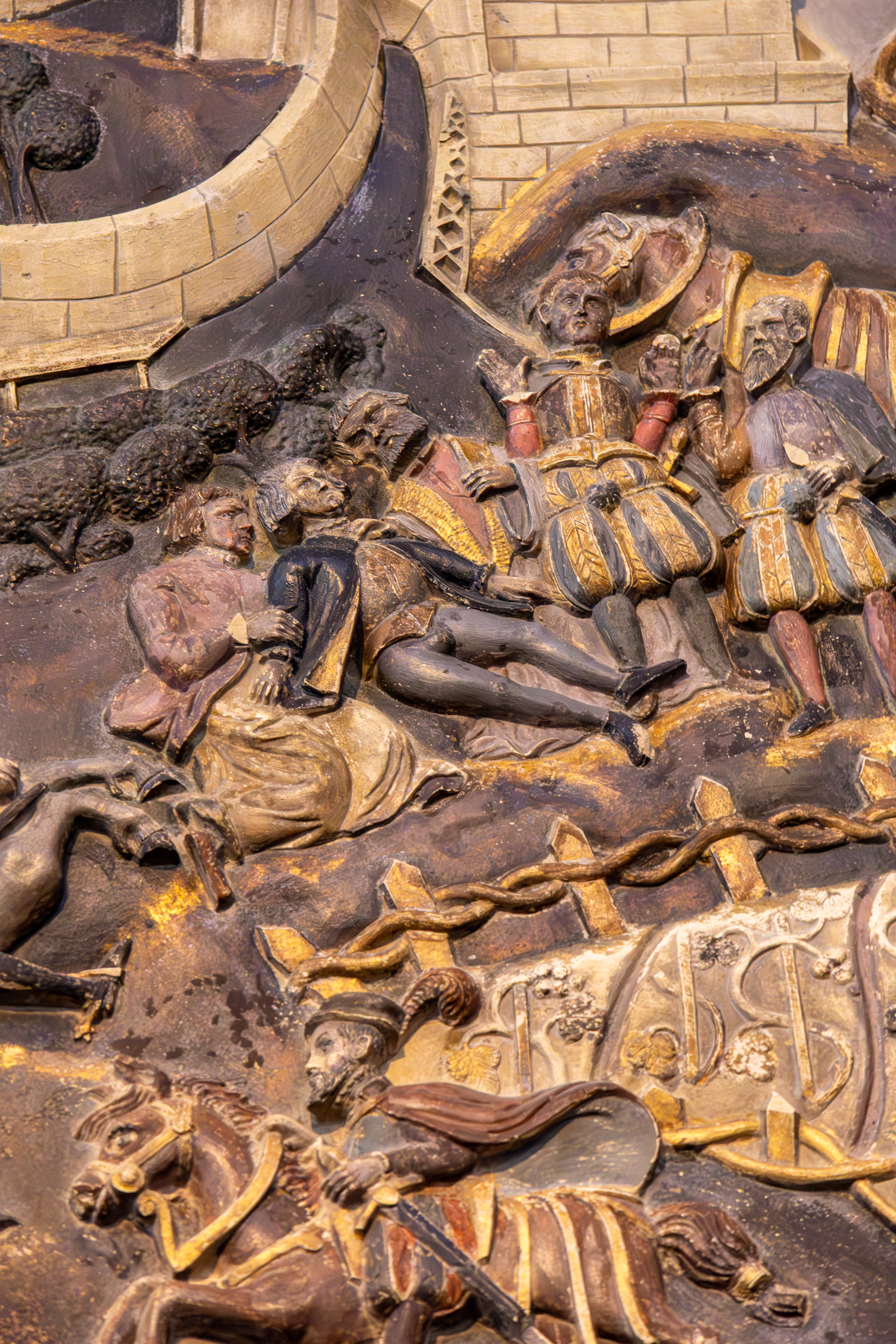
Tod des Bischofs nach der Absolution beim Schönborntor.